# Lituania ai Giochi della XXX Olimpiade
La Lituania ha partecipato ai Giochi della XXX Olimpiade di Londra che si sono svolti dal 27 luglio al 12 agosto 2012. È stata la 11ª partecipazione degli atleti lituani e la sesta del periodo post-sovietico.
Gli atleti della delegazione lituana sono stati 62. Alla cerimonia di apertura il portabandiera è stato Virgilijus Alekna, mentre il portabandiera della cerimonia di chiusura è stato Jevgenijus Šuklinas.
La Lituania ha ottenuto un totale di 5 medaglie (2 ori, 1 argento e 2 bronzi), il miglior risultato ai giochi olimpici estivi.

## Medaglie
| Riepilogo quotidiano | Riepilogo quotidiano | Riepilogo quotidiano | Riepilogo quotidiano | Riepilogo quotidiano | Riepilogo quotidiano | Riepilogo quotidiano |
| -------------------- | -------------------- | -------------------- | -------------------- | -------------------- | -------------------- | -------------------- |
| Giorno               | Data                 |                      |                      |                      | Totale               |                      |
| 1º                   | 27                   | —                    | —                    | —                    | —                    |                      |
| 2º                   | 28                   | 0                    | 0                    | 0                    | 0                    |                      |
| 3º                   | 29                   | 0                    | 0                    | 0                    | 0                    |                      |
| 4º                   | 30                   | 1                    | 0                    | 0                    | 1                    |                      |
| 5º                   | 31                   | 0                    | 0                    | 0                    | 0                    |                      |
| 6º                   | 1                    | 0                    | 0                    | 0                    | 0                    |                      |
| 7º                   | 2                    | 0                    | 0                    | 0                    | 0                    |                      |
| 8º                   | 3                    | 0                    | 0                    | 0                    | 0                    |                      |
| 9º                   | 4                    | 0                    | 0                    | 0                    | 0                    |                      |
| 10º                  | 5                    | 0                    | 0                    | 1                    | 1                    |                      |
| 11º                  | 6                    | 0                    | 0                    | 0                    | 0                    |                      |
| 12º                  | 7                    | 0                    | 0                    | 0                    | 0                    |                      |
| 13º                  | 8                    | 0                    | 0                    | 0                    | 0                    |                      |
| 14º                  | 9                    | 0                    | 0                    | 0                    | 0                    |                      |
| 15º                  | 10                   | 0                    | 0                    | 1                    | 1                    |                      |
| 16º                  | 11                   | 0                    | 1                    | 0                    | 1                    |                      |
| 17º                  | 12                   | 1                    | 0                    | 0                    | 1                    |                      |
| Totale               | Totale               | 2                    | 1                    | 2                    | 5                    |                      |

### Medagliere per discipline
| Sport              | Oro | Argento | Bronzo | Totale |
| ------------------ | --- | ------- | ------ | ------ |
| Nuoto              | 1   | 0       | 0      | 1      |
| Pentathlon moderno | 1   | 0       | 0      | 1      |
| Canoa/kayak        | 0   | 1       | 0      | 1      |
| Lotta              | 0   | 0       | 1      | 1      |
| Pugilato           | 0   | 0       | 1      | 1      |
| Totale             | 2   | 1       | 2      | 5      |

### Medaglie d'oro
| Medaglia | Nome               | Sport              | Evento               |
| -------- | ------------------ | ------------------ | -------------------- |
| Oro      | Rūta Meilutytė     | Nuoto              | 100 m rana femminili |
| Oro      | Laura Asadauskaitė | Pentathlon moderno | Gara femminile       |

### Medaglie d'argento
| Medaglia | Nome                | Sport       | Evento            |
| -------- | ------------------- | ----------- | ----------------- |
| Argento  | Jevgenijus Šuklinas | Canoa/kayak | C1 200 m maschile |

### Medaglie di bronzo
| Medaglia | Nome                | Sport    | Evento                    |
| -------- | ------------------- | -------- | ------------------------- |
| Bronzo   | Aleksandr Kazakevič | Lotta    | Lotta greco-romana -74 kg |
| Bronzo   | Evaldas Petrauskas  | Pugilato | Pesi leggeri maschile     |

## Atletica leggera
| Q | Qualificato al turno successivo per la posizione in qualificazione                                                           |
| q | Qualificato per il turno successivo per ripescaggio o, negli eventi su campo, conquistando la misura minima per qualificarsi |

### Maschile
Eventi di corsa su pista e strada
| Atleta            | Evento       | Batteria  | Batteria  | Quarto di finale | Quarto di finale | Semifinale      | Semifinale      | Finale          | Finale          |
| Atleta            | Evento       | Risultato | Posizione | Risultato        | Posizione        | Risultato       | Posizione       | Risultato       | Posizione       |
| ----------------- | ------------ | --------- | --------- | ---------------- | ---------------- | --------------- | --------------- | --------------- | --------------- |
| Rytis Sakalauskas | 100 m        | Bye       | Bye       | 10"29            | 6°               | non qualificato | non qualificato | non qualificato | non qualificato |
| Tadas Šuškevičius | Marcia 50 km | N.D.      | N.D.      | N.D.             | N.D.             | N.D.            | N.D.            | 4h 08'16"       | 46°             |
| Marius Žiūkas     | Marcia 20 km | N.D.      | N.D.      | N.D.             | N.D.             | N.D.            | N.D.            | 1h 24'45"       | 40°             |

Eventi su campo
| Atleta             | Evento           | Qualifica | Qualifica | Finale          | Finale          |
| Atleta             | Evento           | Distanza  | Posizione | Distanza        | Posizione       |
| ------------------ | ---------------- | --------- | --------- | --------------- | --------------- |
| Virgilijus Alekna  | Lancio del disco | 63.88     | 10° q     | 67.38           | 4°              |
| Povilas Mykolaitis | Salto in lungo   | 7.61      | 26°       | non qualificato | non qualificato |
| Raivydas Stanys    | Salto in alto    | 2.16      | 27°       | non qualificato | non qualificato |

Eventi combinati
| Atleta           | Evento    |           | 100 m | SL   | LP    | SA   | 400 m | 110H  | LD    | SAT  | LG    | 1500 m  | Finale | Posizione |
| ---------------- | --------- | --------- | ----- | ---- | ----- | ---- | ----- | ----- | ----- | ---- | ----- | ------- | ------ | --------- |
| Darius Draudvila | Decathlon | Risultato | 10"95 | 7.12 | 15.17 | 1.96 | 50"13 | 14"87 | 46.43 | 4.20 | 50.16 | 5'03"14 | 7557   | 25°       |
| Darius Draudvila | Decathlon | Punti     | 872   | 842  | 800   | 767  | 809   | 865   | 796   | 673  | 591   | 542     | 7557   | 25°       |

### Femminile
Eventi di corsa su pista e strada
| Atleta              | Evento         | Batteria  | Batteria  | Quarti di finale | Quarti di finale | Semifinale      | Semifinale      | Finale          | Finale          |
| Atleta              | Evento         | Risultato | Posizione | Risultato        | Posizione        | Risultato       | Posizione       | Risultato       | Posizione       |
| ------------------- | -------------- | --------- | --------- | ---------------- | ---------------- | --------------- | --------------- | --------------- | --------------- |
| Neringa Aidietytė   | Marcia 20 km   | N.D.      | N.D.      | N.D.             | N.D.             | N.D.            | N.D.            | 1h 34'01"       | 39ª             |
| Rasa Drazdauskaitė  | Maratona       | N.D.      | N.D.      | N.D.             | N.D.             | N.D.            | N.D.            | 2h 29'29"       | 27ª             |
| Lina Grinčikaitė    | 100 m          | Bye       | Bye       | 11"19            | 4ª q             | 11"30           | 7ª              | non qualificata | non qualificata |
| Remalda Kergytė     | Maratona       | N.D.      | N.D.      | N.D.             | N.D.             | N.D.            | N.D.            | 2h 39'01"       | 75ª             |
| Diana Lobačevskė    | Maratona       | N.D.      | N.D.      | N.D.             | N.D.             | N.D.            | N.D.            | 2h 29'32"       | 28ª             |
| Kristina Saltanovič | Marcia 20 km   | N.D.      | N.D.      | N.D.             | N.D.             | N.D.            | N.D.            | 1h 31'04"       | 21ª             |
| Eglė Staišiūnaitė   | 400 m ostacoli | 57"79     | 5ª        | N.D.             | N.D.             | non qualificata | non qualificata | non qualificata | non qualificata |
| Sonata Tamošaitytė  | 100 m ostacoli | 13"59     | 5ª        | N.D.             | N.D.             | non qualificata | non qualificata | non qualificata | non qualificata |
| Brigita Virbalytė   | Marcia 20 km   | N.D.      | N.D.      | N.D.             | N.D.             | N.D.            | N.D.            | 1h 31'58"       | 26ª             |

Eventi su campo
| Atleta            | Evento                 | Qualifica | Qualifica | Finale          | Finale          |
| Atleta            | Evento                 | Distanza  | Posizione | Distanza        | Posizione       |
| ----------------- | ---------------------- | --------- | --------- | --------------- | --------------- |
| Indrė Jakubaitytė | Lancio del giavellotto | 59.05     | 18ª       | non qualificata | non qualificata |
| Airinė Palšytė    | Salto in alto          | 1.93      | =10ª q    | 1.93            | 11ª             |
| Zinaida Sendriūtė | Lancio del disco       | 62.79     | 10ª q     | 61.68           | 9ª              |

Eventi su campo
| Atleta         | Evento           | Qualifica | Qualifica | Finale          | Finale          |
| Atleta         | Evento           | Distanza  | Posizione | Distanza        | Posizione       |
| -------------- | ---------------- | --------- | --------- | --------------- | --------------- |
| Monique Jansen | Lancio del disco | 57.50     | 31ª       | non qualificata | non qualificata |

Eventi combinati
| Atleta         | Evento    |           | 100H  | SA   | GP    | 200 m | SL   | LG    | 800 m   | Finale | Posizione |
| -------------- | --------- | --------- | ----- | ---- | ----- | ----- | ---- | ----- | ------- | ------ | --------- |
| Austra Skujytė | Eptathlon | Risultato | 14"00 | 1.92 | 17.31 | 25"43 | 6.25 | 51.13 | 2'20"59 | 6599   | 5ª        |
| Austra Skujytė | Eptathlon | Punti     | 978   | 1132 | 1016  | 848   | 927  | 882   | 816     | 6599   | 5ª        |

## Badminton
Femminile
| Atleta              | Evento            | Girone                     | Girone                                | Girone    | Ottavi               | Quarti               | Semifinale           | Finale               | Finale          |
| Atleta              | Evento            | Avversario Punteggio       | Avversario Punteggio                  | Posizione | Avversario Punteggio | Avversario Punteggio | Avversario Punteggio | Avversario Punteggio | Posizione       |
| ------------------- | ----------------- | -------------------------- | ------------------------------------- | --------- | -------------------- | -------------------- | -------------------- | -------------------- | --------------- |
| Akvilė Stapušaitytė | Singolo femminile | Yao J. (NED) P 16-21, 7-21 | R. Ingólfsdóttir (ISL) P 10-21, 16-21 | 3ª        | non qualificata      | non qualificata      | non qualificata      | non qualificata      | non qualificata |

## Canoa/Kayak

### Velocità
| FA | Qualificato in finale A (per le medaglie)                       |
| FB | Qualificato in finale B (non per le medaglie)                   |
| Q  | Qualificato al turno successivo per posizione in qualificazione |
| q  | Qualificato al turno successivo per ripescaggio                 |

Maschile
| Atleta              | Evento    | Batterie | Batterie   | Semifinali | Semifinali | Finale | Finale     |
| Atleta              | Evento    | Tempo    | Classifica | Tempo      | Classifica | Tempo  | Classifica |
| ------------------- | --------- | -------- | ---------- | ---------- | ---------- | ------ | ---------- |
| Egidijus Balčiūnas  | K-1 200 m | 36"173   | 4° Q       | 36"495     | 5° FB      | 37"995 | 10°        |
| Jevgenijus Šuklinas | C-1 200 m | 41"288   | 2° Q       | 41"483     | 1° FA      | 42"792 |            |

## Canottaggio
| FA   | Qualificato in finale A (per le medaglie)     |
| FB   | Qualificato in finale B (non per le medaglie) |
| FC   | Qualificato in finale C (non per le medaglie) |
| FD   | Qualificato in finale D (non per le medaglie) |
| FE   | Qualificato in finale E (non per le medaglie) |
| FF   | Qualificato in finale F (non per le medaglie) |
| SA/B | Semifinali A/B                                |
| SC/D | Semifinali C/D                                |
| SE/F | Semifinali E/F                                |
| QF   | Qualificato ai quarti di finale               |
| R    | Ripescaggio                                   |

Maschile
| Atleta                             | Evento      | Batteria | Batteria  | Ripescaggio | Ripescaggio | Quarti di finale | Quarti di finale | Semifinali | Semifinali | Finale  | Finale    |
| Atleta                             | Evento      | Tempo    | Posizione | Tempo       | Posizione   | Tempo            | Posizione        | Tempo      | Posizione  | Tempo   | Posizione |
| ---------------------------------- | ----------- | -------- | --------- | ----------- | ----------- | ---------------- | ---------------- | ---------- | ---------- | ------- | --------- |
| Mindaugas Griškonis                | Singolo     | 6'46"56  | 4° R      | 7'00"19     | 1° Q        | 7'00"80          | 3° SA/B          | 7'31"72    | 5° FB      | 7'15"32 | 8°        |
| Rolandas Maščinskas Saulius Ritter | 2 di coppia | 6'17"78  | =2° SA/B  | Bye         | Bye         | N.D.             | N.D.             | 6'21"62    | 2° FA      | 6'42"96 | 6°        |

Femminile
| Atleta             | Evento  | Batteria | Batteria  | Ripescaggio | Ripescaggio | Quarti di finale | Quarti di finale | Semifinali | Semifinali | Finale  | Finale    |
| Atleta             | Evento  | Tempo    | Posizione | Tempo       | Posizione   | Tempo            | Posizione        | Tempo      | Posizione  | Tempo   | Posizione |
| ------------------ | ------- | -------- | --------- | ----------- | ----------- | ---------------- | ---------------- | ---------- | ---------- | ------- | --------- |
| Donata Vištartaitė | Singolo | 7'43"07  | 2ª Q      | Bye         | Bye         | 7'45"68          | 3ª SA/B          | 7'56"05    | 5ª FB      | 7'47"94 | 8ª        |

## Ciclismo

### Ciclismo su strada
Maschile
| Atleta               | Evento         | Tempo     | Classifica |
| -------------------- | -------------- | --------- | ---------- |
| Gediminas Bagdonas   | Corsa in linea | 5h 46'37" | 58º        |
| Ramūnas Navardauskas | Corsa in linea | 5h 46'37" | 46º        |
| Ramūnas Navardauskas | Cronometro     | 55'12"32  | 21º        |

### Ciclismo su pista

#### Velocità
Femminile
| Atleta             | Evento               | Qualificazione     | Qualificazione | Trentaduesimi                       | Ripescaggio 1             | Sedicesimi                             | Ripescaggio 2             | Quarti di finale     | Semifinali           | Finale                                                              | Finale    |
| Atleta             | Evento               | Tempo Velocità     | Posizione      | Avversario Tempo Velocità           | Avversario Tempo Velocità | Avversario Tempo Velocità              | Avversario Tempo Velocità | Avversario Risultato | Avversario Risultato | Avversario Risultato                                                | Posizione |
| ------------------ | -------------------- | ------------------ | -------------- | ----------------------------------- | ------------------------- | -------------------------------------- | ------------------------- | -------------------- | -------------------- | ------------------------------------------------------------------- | --------- |
| Simona Krupeckaitė | Velocità individuale | 11.234 64.091 km/h | 8ª             | W. Kanis (NED) V 11.528 62.456 km/h | Bye                       | O. Panarina (BLR) V 11.486 62.685 km/h | Bye                       | K. Vogel (GER) P     | non qualificata      | 5º posto L. Guerra (CUB) L. Šulika (UKR) O. Panarina (BLR) V 11.812 | 5ª        |

#### Keirin
Femminile
| Atleta             | Evento           | 1º turno  | Ripescaggio | Semifinale | Finale    |
| Atleta             | Evento           | Posizione | Posizione   | Posizione  | Posizione |
| ------------------ | ---------------- | --------- | ----------- | ---------- | --------- |
| Simona Krupeckaitė | Keirin femminile | 2ª Q      | Bye         | 5ª         | 7ª        |

### BMX
Femminile
| Atleta         | Evento      | Seeding   | Seeding   | Semifinale | Semifinale | Finale          | Finale          |
| Atleta         | Evento      | Risultato | Posizione | Punti      | Posizione  | Risultato       | Posizione       |
| -------------- | ----------- | --------- | --------- | ---------- | ---------- | --------------- | --------------- |
| Vilma Rimšaitė | Individuale | 42"162    | 14ª       | 19 p.ti    | 7ª         | non qualificata | non qualificata |

## Ginnastica

### Ginnastica artistica
Maschile
| Atleta         | Evento  | Qualificazione | Qualificazione | Qualificazione | Qualificazione | Qualificazione | Qualificazione | Qualificazione | Qualificazione | Finale          | Finale          | Finale          | Finale          | Finale          | Finale          | Finale          | Finale          |
| Atleta         | Evento  | Attrezzo       | Attrezzo       | Attrezzo       | Attrezzo       | Attrezzo       | Attrezzo       | Totale         | Posizione      | Attrezzo        | Attrezzo        | Attrezzo        | Attrezzo        | Attrezzo        | Attrezzo        | Totale          | Posizione       |
| Atleta         | Evento  | CL             | C              | A              | V              | P              | S              | Totale         | Posizione      | CL              | C               | A               | V               | P               | S               | Totale          | Posizione       |
| -------------- | ------- | -------------- | -------------- | -------------- | -------------- | -------------- | -------------- | -------------- | -------------- | --------------- | --------------- | --------------- | --------------- | --------------- | --------------- | --------------- | --------------- |
| Rokas Guščinas | Cavallo | N.D.           | 14.366         | N.D.           | N.D.           | N.D.           | N.D.           | 14.366         | 17°            | non qualificato | non qualificato | non qualificato | non qualificato | non qualificato | non qualificato | non qualificato | non qualificato |

Femminile
| Atleta          | Evento               | Qualificazione | Qualificazione | Qualificazione | Qualificazione | Qualificazione | Qualificazione | Finale          | Finale          | Finale          | Finale          | Finale          | Finale          |
| Atleta          | Evento               | Attrezzo       | Attrezzo       | Attrezzo       | Attrezzo       | Totale         | Posizione      | Attrezzo        | Attrezzo        | Attrezzo        | Attrezzo        | Totale          | Posizione       |
| Atleta          | Evento               | CL             | V              | P              | S              | Totale         | Posizione      | CL              | V               | P               | S               | Totale          | Posizione       |
| --------------- | -------------------- | -------------- | -------------- | -------------- | -------------- | -------------- | -------------- | --------------- | --------------- | --------------- | --------------- | --------------- | --------------- |
| Laura Švilpaitė | Concorso individuale | 12.666         | 12.233         | 13.500         | 11.900         | 50.299         | 50ª            | non qualificata | non qualificata | non qualificata | non qualificata | non qualificata | non qualificata |

## Judo
Maschile
| Atleta             | Evento  | 16-esimi                        | Ottavi                       | Quarti               | Semifinali           | Ripescaggio          | Med. bronzo          | Finale               | Posizione       |
| Atleta             | Evento  | Avversario Risultato            | Avversario Risultato         | Avversario Risultato | Avversario Risultato | Avversario Risultato | Avversario Risultato | Avversario Risultato | Posizione       |
| ------------------ | ------- | ------------------------------- | ---------------------------- | -------------------- | -------------------- | -------------------- | -------------------- | -------------------- | --------------- |
| Karolis Bauža      | -90 kg  | R. Buffet (FRA) V 0100–0010     | I. Iliadis (GRE) P 0003–0100 | non qualificato      | non qualificato      | non qualificato      | non qualificato      | non qualificato      | non qualificato |
| Marius Paškevičius | +100 kg | N. Fiakaifonu (VAN) V 0100–0000 | R. Silva (BRA) P 0001–1001   | non qualificato      | non qualificato      | non qualificato      | non qualificato      | non qualificato      | non qualificato |

## Lotta
| VT | Vittoria per atterramento                           |
| PP | Vittoria a punti (lo sconfitto con punti tecnici)   |
| PO | Vittoria a punti (lo sconfitto senza punti tecnici) |

### Greco-Romana
Maschile
| Atleta              | Evento | Qualificazione                         | Ottavi                                       | Quarti                                     | Semifinale                         | Ripescaggio Turno 1  | Ripescaggio Turno 2                     | Finale                             | Classifica |
| Atleta              | Evento | Avversario Risultato                   | Avversario Risultato                         | Avversario Risultato                       | Avversario Risultato               | Avversario Risultato | Avversario Risultato                    | Avversario Risultato               | Classifica |
| ------------------- | ------ | -------------------------------------- | -------------------------------------------- | ------------------------------------------ | ---------------------------------- | -------------------- | --------------------------------------- | ---------------------------------- | ---------- |
| Edgaras Venckaitis  | −66 kg | M. Serir (ALG) V 3-1 (5-0, 0-1, 1-0)PP | D. Bayakhmetov (KAZ) V 3-1 (0-2, 2-0, 4-0)PP | Kim H.-W. (KOR) P 0-3 (0-3, 0-1)PO         | Non qualificato                    | Bye                  | P. Mulens (CUB) P 1-3 (1-0, 0-2, 0-2)PO | Non qualificato                    | 7°         |
| Aleksandr Kazakevič | −74 kg | Bye                                    | P. Bácsi (HUN) V 3-0 (0-1, 1-0, 0-0R)VT      | R. Rosengren (SWE) V 3-1 (0-1, 2-0, 1-0)PP | R. Vlasov (RUS) P 0-3 (0-3, 0-1)PO | Bye                  | Bye                                     | M. Madsen (DEN) V 3-0 (2-0, 2-0)PO |            |

## Nuoto
Maschile
| Atleta              | Evento             | Batterie | Batterie   | Semifinali      | Semifinali      | Finale          | Finale          |
| Atleta              | Evento             | Tempo    | Classifica | Tempo           | Classifica      | Tempo           | Classifica      |
| ------------------- | ------------------ | -------- | ---------- | --------------- | --------------- | --------------- | --------------- |
| Vytautas Janušaitis | 100 m farfalla     | 54"17    | 39º        | Non qualificato | Non qualificato | Non qualificato | Non qualificato |
| Vytautas Janušaitis | 200 m misti        | 1'59"84  | 14º Q      | 2'00"13         | 13º             | Non qualificato | Non qualificato |
| Giedrius Titenis    | 100 m rana         | 59"68    | 3º Q       | 59"66           | 5º Q            | 1'00"84         | 8º              |
| Giedrius Titenis    | 200 m rana         | 2'10"36  | 8º Q       | 2'09"95         | 11º             | Non qualificato | Non qualificato |
| Mindaugas Sadauskas | 100 m stile libero | 49"78    | 28º        | Non qualificato | Non qualificato | Non qualificato | Non qualificato |

Femminile
| Atleta         | Evento             | Batterie | Batterie   | Semifinali      | Semifinali      | Finale          | Finale          |
| Atleta         | Evento             | Tempo    | Classifica | Tempo           | Classifica      | Tempo           | Classifica      |
| -------------- | ------------------ | -------- | ---------- | --------------- | --------------- | --------------- | --------------- |
| Rūta Meilutytė | 50 m stile libero  | 25"55    | 26ª        | non qualificata | non qualificata | non qualificata | non qualificata |
| Rūta Meilutytė | 100 m stile libero | 56"33    | 29ª        | non qualificata | non qualificata | non qualificata | non qualificata |
| Rūta Meilutytė | 100 m rana         | 1'05"56  | 1ª Q       | 1'05"21         | 1ª Q            | 1'05"47         |                 |

## Pallacanestro

### Maschile

#### Rosa
| N° | Naz.                | Ruolo | Sportivo             | Anno | Alt.   |  |
| -- | ------------------- | ----- | -------------------- | ---- | ------ |  |
| 4  | Lituania (bandiera) | G     | Rimantas Kaukėnas    | 1977 | 1,94 m |  |
| 5  | Lituania (bandiera) | G     | Mantas Kalnietis     | 1986 | 1,96 m |  |
| 6  | Lituania (bandiera) | AP    | Jonas Mačiulis       | 1985 | 1,98 m |  |
| 7  | Lituania (bandiera) | G     | Martynas Pocius      | 1986 | 1,96 m |  |
| 8  | Lituania (bandiera) | G     | Renaldas Seibutis    | 1985 | 1,98 m |  |
| 9  | Lituania (bandiera) | AG    | Darius Songaila      | 1978 | 2,06 m |  |
| 10 | Lituania (bandiera) | AP    | Simas Jasaitis       | 1982 | 2,01 m |  |
| 11 | Lituania (bandiera) | AP    | Linas Kleiza (C)     | 1985 | 2,03 m |  |
| 12 | Lituania (bandiera) | C     | Antanas Kavaliauskas | 1984 | 2,09 m |  |
| 13 | Lituania (bandiera) | G     | Šarūnas Jasikevičius | 1976 | 1,93 m |  |
| 14 | Lituania (bandiera) | C     | Jonas Valančiūnas    | 1992 | 2,11 m |  |
| 15 | Lituania (bandiera) | AP    | Paulius Jankūnas     | 1984 | 2,06 m |  |

- Allenatore:  Kęstutis Kemzūra

#### Prima fase a gruppi - Gruppo A
| Arbitri: | Carl Jungebrand José Carrion Vaughan Mayberry |

|             |          |             |
| Scola 32    | Punti    | 20 Kleiza   |
| Ginóbili 6  | Assist   | 5 Kalnietis |
| Ginóbili 10 | Rimbalzi | 7 Kleiza    |

| Arbitri: | Cristiano Maranho Stephen Seibel Vitalis Gode |

|                |          |                       |
| Songaila 12    | Punti    | 12 Al-F. Aminu, Diogu |
| Jasikevičius 9 | Assist   | 2 Al-F. Aminu         |
| Kleiza 6       | Rimbalzi | 11 Al-F. Aminu        |

| Arbitri: | Christos Christodoulou Ilija Belošević Jorge Vázquez |

|           |          |                |
| Parker 27 | Punti    | 18 Pocius      |
| Diaw 8    | Assist   | 5 Jasikevičius |
| Turiaf 10 | Rimbalzi | 7 Kleiza       |

| Arbitri: | Recep Ankaralı Luigi Lamonica Marcos Fornies Benito |

|                        |          |                   |
| Kleiza 25              | Punti    | 20 Anthony, James |
| Jasikevičius, Pocius 6 | Assist   | 6 Paul            |
| Pocius 7               | Rimbalzi | 8 Love            |

| Arbitri: | Juan Arteaga Saša Pukl Felicia Grinter |

|          |          |                           |
| Rzig 17  | Punti    | 13 Jasikevičius, Songaila |
| Mejri 3  | Assist   | 9 Kalnietis               |
| Mejri 12 | Rimbalzi | 6 Kleiza, Valančiūnas     |

| Squadra     | title="Punti">P.ti | title="Giocate">G | title="Vinte">V | title="Perse">P | title="Punti fatti">PF | title="Punti subiti">PS | title="Differenza punti">DP |
| ----------- | ------------------ | ----------------- | --------------- | --------------- | ---------------------- | ----------------------- | --------------------------- |
| Stati Uniti | 10                 | 5                 | 5               | 0               | 589                    | 398                     | +191                        |
| Francia     | 9                  | 5                 | 4               | 1               | 376                    | 378                     | -2                          |
| Argentina   | 8                  | 5                 | 3               | 2               | 448                    | 424                     | +24                         |
| Lituania    | 7                  | 5                 | 2               | 3               | 395                    | 399                     | -4                          |
| Nigeria     | 6                  | 5                 | 1               | 4               | 338                    | 456                     | -118                        |
| Tunisia     | 5                  | 5                 | 0               | 5               | 320                    | 411                     | -91                         |

#### Quarti di finale
| Arbitri: | Carl Jungebrand Pablo Estévez Michael Aylen |

|              |          |                 |
| Kirilenko 19 | Punti    | 19 Kaukėnas     |
| Chrjapa 8    | Assist   | 3 tre giocatori |
| Kirilenko 13 | Rimbalzi | 9 Valančiūnas   |

 Lituania nella classifica finale: 8º posto

## Pentathlon moderno
Maschile
| Atleta            | Evento        | Scherma   | Scherma   | Scherma  | Nuoto   | Nuoto     | Nuoto    | Equitazione | Equitazione | Equitazione | Combinato: corsa/pistola | Combinato: corsa/pistola | Combinato: corsa/pistola | Totale | Posizione finale |
| Atleta            | Evento        | Risultati | Posizione | PM punti | Tempo   | Posizione | PM punti | Penalità    | Posizione   | Punti PM    | Tempo                    | Posizione                | Punti PM                 | Totale | Posizione finale |
| ----------------- | ------------- | --------- | --------- | -------- | ------- | --------- | -------- | ----------- | ----------- | ----------- | ------------------------ | ------------------------ | ------------------------ | ------ | ---------------- |
| Justinas Kinderis | Gara maschile | 15–20     | =25º      | 760      | 2'04"35 | 15º       | 1308     | 60          | 12º         | 1140        | 10'19"34                 | 2º                       | 2524                     | 5732   | 8º               |

Femminile
| Atleta                | Evento         | Scherma   | Scherma   | Scherma  | Nuoto   | Nuoto     | Nuoto    | Equitazione | Equitazione | Equitazione | Combinato: corsa/pistola | Combinato: corsa/pistola | Combinato: corsa/pistola | Totale | Posizione finale |
| Atleta                | Evento         | Risultati | Posizione | PM punti | Tempo   | Posizione | PM punti | Penalità    | Posizione   | Punti PM    | Tempo                    | Posizione                | Punti PM                 | Totale | Posizione finale |
| --------------------- | -------------- | --------- | --------- | -------- | ------- | --------- | -------- | ----------- | ----------- | ----------- | ------------------------ | ------------------------ | ------------------------ | ------ | ---------------- |
| Laura Asadauskaitė    | Gara femminile | 23–12     | 3ª        | 952      | 2'18"67 | 17ª       | 1136     | 20          | 3ª          | 1180        | 11'55"64                 | 6ª                       | 2140                     | 5408   |                  |
| Gintarė Venčkauskaitė | Gara femminile | 10–25     | 34ª       | 640      | 2'16"88 | 11ª       | 1160     | 40          | 6ª          | 1160        | 11'36"63                 | 2ª                       | 2216                     | 5176   | 12ª              |

## Pugilato
Maschile
| Atleta                | Evento                | 16-esimi               | Ottavi                 | Quarti                     | Semifinali           | Finale               | Posizione |
| Atleta                | Evento                | Avversario Risultato   | Avversario Risultato   | Avversario Risultato       | Avversario Risultato | Avversario Risultato | Posizione |
| --------------------- | --------------------- | ---------------------- | ---------------------- | -------------------------- | -------------------- | -------------------- | --------- |
| Evaldas Petrauskas    | Pesi leggeri (-60 kg) | M. Varga (HUN) V 20–12 | F. Keleş (TUR) V 16–12 | D. Valentino (ITA) V 16-14 | Han S. (KOR) P 16-18 | Non qualificato      |           |
| Egidijus Kavaliauskas | Pesi welter (-69 kg)  | Bye                    | F. Evans (GBR) P 7-11  | Non qualificato            | Non qualificato      | Non qualificato      | 9°        |

## Tiro a segno/volo
Femminile
| Atleta               | Evento | Qualificazione | Qualificazione | Finale          | Finale          |
| Atleta               | Evento | Punteggio      | Classifica     | Punteggio       | Classifica      |
| -------------------- | ------ | -------------- | -------------- | --------------- | --------------- |
| Daina Gudzinevičiūtė | Trap   | 66             | 14ª            | non qualificata | non qualificata |

## Vela
Maschile
| Atleta           | Evento | Regata | Regata | Regata | Regata | Regata | Regata | Regata | Regata | Regata | Regata | Regata | Punteggio Totale | Punteggio Netto | Classifica |
| Atleta           | Evento | 1      | 2      | 3      | 4      | 5      | 6      | 7      | 8      | 9      | 10     | M      | Punteggio Totale | Punteggio Netto | Classifica |
| ---------------- | ------ | ------ | ------ | ------ | ------ | ------ | ------ | ------ | ------ | ------ | ------ | ------ | ---------------- | --------------- | ---------- |
| Juozas Bernotas  | RS:X   | 9      | 13     | 13     | 8      | 9      | 13     | 11     | 17     | 27     | 27     | EL     | 147              | 120             | 12°        |
| Rokas Milevičius | Laser  | 37     | 37     | 33     | 38     | 43     | 37     | 40     | 43     | 31     | 46     | EL     | 385              | 339             | 42°        |

Femminile
| Atleta          | Evento       | Regata | Regata | Regata | Regata | Regata | Regata | Regata | Regata | Regata | Regata | Regata | Punteggio Totale | Punteggio Netto | Classifica |
| Atleta          | Evento       | 1      | 2      | 3      | 4      | 5      | 6      | 7      | 8      | 9      | 10     | M      | Punteggio Totale | Punteggio Netto | Classifica |
| --------------- | ------------ | ------ | ------ | ------ | ------ | ------ | ------ | ------ | ------ | ------ | ------ | ------ | ---------------- | --------------- | ---------- |
| Gintarė Scheidt | Laser Radial | 2      | 13     | 9      | 10     | 3      | 14     | 11     | 7      | 7      | 6      | 14     | 82               | 82              | 6ª         |